# خندق (سقارية)
خندق (بالتركية: Hendek, Sakarya)‏ هي بلدة ومُديريَّة تقع في ولاية سقارية بتركيا. تصل مساحتها إلى 646 كم²، وترتفع عن سطح البحر حوالي 197 م.